# Kanyó Kata
Kanyó Kata (1999. május 13. –) magyar színésznő.

## Életpályája
1999-ben született. 2018-ban érettségizett a debreceni Ady Endre Gimnázium drámatagozatán. 2018-2023 között a Színház- és Filmművészeti Egyetem hallgatója volt. 2023-tól a Katona József Színház tagja.
Szinkronizálással is foglalkozik.

## Színházi szerepei

### Katona József Színház
- Moszkva-Peking Transzszimfónia (2022)
- Médeia (2022)
- EMBTRAG (2023)
- Extázis (2024)
- Mefisztóland (2024)

### Szkéné Színház
- Don Juan, vagy az apák kínja (2022) ...Rozi, pincérnő

## Filmes és televíziós szerepei
- Együtt kezdtük (2022) ...Gigi[6][7]
- Mellékhatás (2023) ...Orsi
- Valami Amerika (2023) ...Lil Bözsi
- Majdnem menyasszony (2024) ...Veron, cselédlány
- Hunyadi (2025) ...Sókamarás szolgája
- A renitens (2025) ...Dóri